# Белеков, Иван Итулович
Ива́н Итулович Беле́ков (род. 20 марта 1953, Сальдяр, Онгудайский район, Горно-Алтайская автономная область) — российский политик. Депутат Государственной Думы Федерального собрания Российской Федерации VII созыва (2016 - 2021), член комитета Госдумы по делам СНГ, евразийской интеграции и связям с соотечественниками, член фракции «Единая Россия». С 2006 по 2016 год — депутат, Председатель Государственного Собрания, — Эл Курултай Республики Алтай трёх созывов. Заслуженный работник культуры Российской Федерации (1997).

## Биография
По национальности — алтаец. Родился в многодетной семье чабана, был седьмым ребёнком. Отец — участник Великой Отечественной войны.
В 1975 году получил высшее образование по специальности «литературная работа» окончив Литературный институт им. А. М. Горького. С 1988 по 1991 год учился в аспирантуре Академии общественных наук при Центральном Комитете КПСС, там же в 1991 году защитил диссертацию кандидата исторических наук.
C 1969 — сотрудник Горно-Алтайской областной газеты «Алтайдын Чолмоны» (корреспондент, заведующий отделом комсомольско-молодёжной жизни, заведующий отделом культуры и искусства).
В 1980 по 1988 год работал в Горно-Алтайского областном комитете КПСС в должности инструктора.
С 1991 — редактор газеты «Алтайдын Чолмоны», В 1992—1997 годах — заместитель Председателя Правительства Республики Алтай. После отставки 23 января 1997 года правительства Республики Алтай перешёл на работу в Комитет по ликвидации последствий влияния ядерных испытаний на Семипалатинском полигоне (Казахстан).
С 1993 по 2002 год трижды избирался депутатом Государственного собрания — Эл Курултая Республики Алтай I, II и III созывов. В Госсобрании второго созыва с 1998 по 2002 год был заместителем Председателя Государственного Собрания — Эл Курултай Республики Алтай.
2002—2006 — Министр культуры и кино Республики Алтай. С 2006 по 2016 год трижды избирался депутатом и председателем Государственного Собрания — Эл Курултай Республики Алтай четвёртого, пятого и шестого созывов.
18 сентября 2016 избран депутатом Государственной Думы VII созыва.

### Депутат Государственной думы  (2016 - 2021)
VII созыв  (2016 - 2021)
На выборах в Госдуму 2016 года вошёл в список «Единой России» по Республике Алтай, Алтайскому краю, Кемеровской области и Томской область под номером три. Избран депутатом Государственной думы VII созыва.
Выборы: По спискам партии «Единая Россия» (№ 3) в региональной группе № 6 (Республика Алтай, Алтайский край, Кемеровская область, Томская область).
Комиссии:
Комитеты: Член Комитета по делам СНГ, евразийской интеграции и связям с соотечественниками.
Законотворчество: соавтор 39 законодательных инициатив и поправок к проектам федеральных законов.
Участие в заседаниях: 94,2 % (344 из 365)
Голосование: За - 73,4%, Против - 0,2%, Воздержалась - 0%, не голосовала - 26,4%

## Награды и звания
- Орден Дружбы (11 февраля 2013)
- Заслуженный работник культуры Российской Федерации (25 августа 1997)
- Медаль «За трудовое отличие»
- Орден Республики Алтай «Тан Чолмон» («Утренняя звезда»)[3]
- Медаль «За доблестный труд» Республики Тыва (15 марта 2013) — за вклад в дело дружбы и развитие экономического сотрудничества между Республикой  Алтай и Республикой Тыва[6]
- Медаль «За заслуги перед обществом» Алтайского края (1 марта 2013) — за большой вклад в укрепление дружественных связей между регионами

## Литературные произведения
В Горно-Алтайской типографии вышли в свет две книги И. И. Белекова — «Возвращение к Бай-Тереку» — на русском языке и «Кадын — менин Талайым» («Катунь — моё море») — на алтайском языке. Они объединены тематически, а потому их с полным правом можно назвать двухтомником. 

## Сведения о доходах[1]
| Год  | Общая сумма декларированного дохода (руб.) | Объекты недвижимого имущества, принадлежащие на праве собственности                                                                   | Транспортные средства, принадлежащие на праве собственности |
| ---- | ------------------------------------------ | --- | ----------------------------------------------------------- |
| 2016 | 2915617,39                                 | земельный участок для размещения и обслуживания жилого дома 663,00 m² (Россия), жилой дом 230,40 m² (Россия), гараж 16,20 m² (Россия) | легковой автомобиль Nissan X-Trail                          |
| 2017 | 4624404,76                                 | земельный участок для размещения и обслуживания жилого дома 663,00 m² (Россия), жилой дом 230,40 m² (Россия), гараж 16,20 m² (Россия) | легковой автомобиль Nissan X-Trail                          |
| 2018 | 5071066,21                                 | земельный участок для размещения и обслуживания жилого дома 663,00 m² (Россия), жилой дом 230,40 m² (Россия), гараж 16,20 m² (Россия) | легковой автомобиль Nissan X-Trail                          |